# José Ramón Machado Ventura
José Ramón Machado Ventura (1930. október 26.) a kubai államtanács első számú elnökhelyettese 2008. február 24-e óta, Raúl Castro államfői kinevezését követően.

## Politikai pályafutása
Fiatal orvosként csatlakozott a Castro fívérek gerillamozgalmához, keményvonalas kommunista, a kubai kommunista párt elitjének tagja, Fidel Castro jó barátja lett. Az 1960-as években egészségügyi miniszterként dolgozott. Az 1970-es évektől a politikai bizottság (Politurbo) tagja. 2007. január 10-én ő képviselte Kubát nicaraguai látogatása során.
2008. február 24-én, Fidel Castro visszavonulása nyomán, öccsét, Rault Kuba elnökévé, Machado Venturát pedig első elnökhelyettessé választották. Posztját 2013-ig töltötte be, utódja Miguel Diaz-Canel lett.